# نورث لوغان
نورث لوغان (يوتا) (بالإنجليزية: North Logan, Utah)‏ هي مدينة تقع في الولايات المتحدة في مقاطعة كاش، يوتا. يقدر عدد سكانها بـ 8,765 نسمة ومساحتها 17.9 كم2 وترتفع عن سطح البحر 1,430 متر.

## التركيبة السكانية
حدّد مكتب تعداد الولايات المتحدة بيانات التركيبة السكانية لنورث لوغان في تعداد الولايات المتحدة. في ما يلي، التركيبة السكانية حسب تعدادي 2000 و2010.

### تعداد عام 2000
بلغ عدد سكان نورث لوغان 6,163 نسمة بحسب تعداد عام 2000، وبلغ عدد الأسر 1,728 أسرة وعدد العائلات 1,462 عائلة مقيمة في المدينة. في حين سجلت الكثافة السكانية 333.3 نسمة لكل كيلومتر مربع (863.2/ميل2). وبلغ عدد الوحدات السكنية 1,778 وحدة بمتوسط كثافة قدره 96.2 لكل كيلومتر مربع (249.2/ميل2).
وتوزع التركيب العرقي للمدينة بنسبة 94.35% من البيض و0.49% من الأمريكيين الأفارقة و0.28% من الأمريكيين الأصليين و2.01% من الأمريكيين ذوي الأصول الآسيوية و0.13% من سكان جزر المحيط الهادئ و1.38% من الأعراق الأخرى و1.36% من عرقين مختلطين أو أكثر و3.60% من الهسبانيون أو اللاتينيون من أي عرق.
بلغ عدد الأسر 1,728 أسرة كانت نسبة 54.4% منها لديها أطفال تحت سن الثامنة عشر تعيش معهم، وبلغت نسبة الأزواج القاطنين مع بعضهم البعض 73% من أصل المجموع الكلي للأسر، ونسبة 8.9% من الأسر كان لديها معيلات من الإناث دون وجود شريك، بينما كانت نسبة 2.7% من الأسر لديها معيلون من الذكور دون وجود شريكة وكانت نسبة 15.4% من غير العائلات. تألفت نسبة 8.9% من أصل جميع الأسر من عدة أفراد يعيشون في نفس المنزل ونسبة 2.5% كانت تتألف من شخص يعيش بمفرده يبلغ من العمر 65 عاماً أو أكثر. وبلغ متوسط حجم الأسرة المعيشية 3.56، أما متوسط حجم العائلات فبلغ 3.84.
بلغ العمر الوسطي للسكان 24.0 عاماً. وكانت نسبة 37.1% من القاطنين تحت سن الثامنة عشر، وكانت نسبة 14.3% بين الثامنة عشر والرابعة والعشرين عاماً، ونسبة 27.3% كانت واقعةً في الفئة العمرية ما بين الخامسة والعشرين والرابعة والأربعين عاماً، ونسبة 15.3% كانت ما بين الخامسة والأربعين والرابعة والستين، ونسبة 5.7% كانت ضمن فئة الخامسة والستين عاماً فما فوق. يوجد لكل 100 أنثى 102.8 ذكر، ويوجد لكل 100 أنثى في الثامنة عشر من عمرها فما فوق 97.2 ذكر.
بلغ متوسط دخل الأسرة في المدينة 49,154 دولارًا، أما متوسط دخل العائلة فبلغ 51,573 دولارًا. وكان متوسط دخل الذكور 40,302 دولارًا مقابل 25,461 دولارًا للإناث. وسجل دخل الفرد الخاص بالمدينة 17,491 دولارًا. وكانت نسبة 4% من العائلات ونسبة 6% من السكان تحت خط الفقر، وكان من هؤلاء نسبة 7.4% تحت سن الثامنة عشر ونسبة 0% في الخامسة والستين من العمر وما فوق.

### تعداد عام 2010
بلغ عدد سكان نورث لوغان 8,269 نسمة بحسب تعداد عام 2010، وبلغ عدد الأسر 2,556 أسرة وعدد العائلات 2,022 عائلة مقيمة في المدينة. في حين سجلت الكثافة السكانية 447.2 نسمة لكل كيلومتر مربع (1,158.2/ميل2). وبلغ عدد الوحدات السكنية 2,680 وحدة بمتوسط كثافة قدره 144.9 لكل كيلومتر مربع (375.3/ميل2).
وتوزع التركيب العرقي للمدينة بنسبة 90.74% من البيض و0.34% من الأمريكيين الأفارقة و0.46% من الأمريكيين الأصليين و2.81% من الأمريكيين ذوي الأصول الآسيوية و0.69% من سكان جزر المحيط الهادئ و3.06% من الأعراق الأخرى و1.91% من عرقين مختلطين أو أكثر و6.29% من الهسبانيون أو اللاتينيون من أي عرق.
بلغ عدد الأسر 2,556 أسرة كانت نسبة 45.3% منها لديها أطفال تحت سن الثامنة عشر تعيش معهم، وبلغت نسبة الأزواج القاطنين مع بعضهم البعض 67.8% من أصل المجموع الكلي للأسر، ونسبة 8% من الأسر كان لديها معيلات من الإناث دون وجود شريك، بينما كانت نسبة 3.3% من الأسر لديها معيلون من الذكور دون وجود شريكة وكانت نسبة 20.9% من غير العائلات. تألفت نسبة 15.9% من أصل جميع الأسر من عدة أفراد يعيشون في نفس المنزل ونسبة 6.8% كانت تتألف من شخص يعيش بمفرده يبلغ من العمر 65 عاماً أو أكثر. وبلغ متوسط حجم الأسرة المعيشية 3.23، أما متوسط حجم العائلات فبلغ 3.66.
بلغ العمر الوسطي للسكان 27.4 عاماً. وكانت نسبة 33.9% من القاطنين تحت سن الثامنة عشر، وكانت نسبة 12.2% بين الثامنة عشر والرابعة والعشرين عاماً، ونسبة 24.5% كانت واقعةً في الفئة العمرية ما بين الخامسة والعشرين والرابعة والأربعين عاماً، ونسبة 19.6% كانت ما بين الخامسة والأربعين والرابعة والستين، ونسبة 9.8% كانت ضمن فئة الخامسة والستين عاماً فما فوق. وتوزع التركيب الجنسي للسكان بنسبة 50.1% ذكور و49.9% إناث.